# Distretto di Nanhai
Il distretto di Nanhai (南海区S, Nánhǎi QūP) è un distretto della Cina, situato nella provincia del Guangdong e amministrato dalla prefettura di Foshan.